# Volitve predsednika Republike Slovenije 2007
Volitve predsednika Republike Slovenije 2007 so potekale z namenom izvolitve naslednika drugega predsednika Slovenije Janeza Drnovška za petletni mandat. Takratni Predsednik Državnega zbora France Cukjati je volitve razpisal 20. junija 2007.
V prvem krogu volitev 21. oktobra 2007 se je za izvolitev potegovalo sedem predsedniških kandidatov, trije neodvisni in štirje strankarski. Več političnih dogodkov in tudi napetosti med vlado in opozicijo je zasenčilo volilno kampanjo. Lojze Peterle, eden od favoritov za izvolitev, ki ga je podpirala konservativna vladna koalicija, je zmagal v prvem krogu volitev, toda s precej manjšim številom glasov, kot so jih napovedovale predvolilne javnomnenjske ankete. V drugem krogu, ki je potekal 11. novembra 2007, se je Peterle pomeril s kandidatom levice, Danilom Türkom. Slednji je prepričljivo zmagal z 68,03 % glasov v drugem krogu.
Na referendumu, ki ga je zahteval Državni svet in je potekal na isti dan kot drugi krog volitev, so volivci zavrnili zakon o lastninskem preoblikovanju zavarovalnic s skoraj tremi četrtinami glasov. Po objavi rezultatov predsedniških volitev in referenduma je tedanji premier Janez Janša napovedal svoj morebitni odstop zaradi velikega poraza vlade, kot je sam ocenjeval razplet glasovanja. Vlada je v parlamentu prestala glasovanje o zaupnici.

## Ozadje
Vloga predsednika Slovenije je predvsem častna. Ena od predsednikovih zadolžitev je imenovanje novega predsednika vlade po posvetovanju s predsedniki poslanskih skupin. Predsednik tudi predlaga kandidate za različne državniške položaje, kot na primer za mesto ustavnega in vrhovnega sodnika, kar mora nato potrditi še državni zbor. V redkih okoliščinah ima predsednik moč sprejetja zakonov in razpustitve parlamenta. Je tudi vrhovni poveljnik oboroženih sil. Za razliko od vlade, ki je izbrana z izvolitvijo v parlamentu in izvoljena preko proporcionalnega volilnega sistema, je predsednik izvoljen na neposrednih volitvah.
Predhodne predsedniške volitve leta 2002 so prinesle občutno spremembo v slovensko politiko. Nekdanji predsednik Milan Kučan, ki je bil na tem položaju od prvih volitev aprila 1990 (pred osamosvojitvijo od Jugoslavije), zaradi določil ustave ni smel vnovič kandidirati za položaj ter je napovedal svojo upokojitev in umik iz politike. Nekdanji premier Janez Drnovšek iz Liberalne demokracije je v drugem krogu premagal konservativno kandidatko Barbaro Brezigar.
Državnozborske volitve leta 2004 so prinesle nadaljnje spremembe s političnim zasukom v desno. Janez Janša, voditelj desnosredinske koalicije, je sestavil novo vlado. Tako se je prvič v Sloveniji za več kot nekdaj mesecev pripetilo, da sta predsednik in premier predstavljala nasprotni politični prepričanji. Med letoma 2002 in 2004 je odnos med predsednikom Drnovškom in Janšo, tedanjim voditeljem opozicije, veljal za zglednega, tudi v prvem letu po državnozborskih volitvah pa ni prišlo do večjih trenj.
V začetku svojega mandata se je Drnovšek, ki je zbolel za rakom, umaknil iz javnega življenja. Ko se je leta 2005 vanj vrnil, je spremenil svoj življenjski slog: postal je vegan, se umaknil iz prestolnice na vas ter se umaknil iz strankarske politike z ukinitvijo že tako zamrznjenega članstva v Liberalni demokraciji. Zaradi Drnovškove nove politične drže mu je eden od političnih komentatorjev nadel vzdevek »slovenski Gandhi«.
Odnos med Drnovškom in vlado je hitro postal napet. Razhajanja so se začela z Drnovškovimi iniciativami v svetovni politiki, s katerimi je želel rešiti nekatere svetovne spore, med drugimi v Darfurju in na Kosovu. Na začetku iniciativam ni javno nasprotoval premier, temveč jih je kritiziral zunanji minister Dimitrij Rupel, Drnovškov politični zaveznik do leta 2004. Spori so se oktobra 2006 nadaljevali tudi v domači politiki, ko je Drnovšek javno kritiziral reševanje problema romske družine Strojan. Okoliški prebivalci so Strojane prisilili v preselitev, zaradi česar so bili podvrženi še policijskem nadzoru in omejitvi gibanja. Nesoglasja so se še zaostrila, ko je parlament večkrat zapored zavrnil predsednikove kandidate za guvernerja Banke Slovenije, začenši z dotedanjim guvernerjem Mitjo Gasparijem. Trenja so se nadaljevala tudi ob naslednjih imenovanjih na državniške položaje, tudi sodnikov na Ustavno sodišče. Čeprav je predsednik po osebnostni preobrazbi izgubil na politični podpori, pa je bilo javno mnenje v konfliktu z vedno manj priljubljeno vlado na njegovi strani. Napetosti so dosegla vrhunec maja 2007, ko je novoimenovani direktor obveščevalno-varnostne agencija Matjaž Šinkovec razkril več dokumentov iz obdobja pred letom 2004, ki so med drugim razkrivali, da je Drnovšek uporabljal skrivni črni fond za osebne namene med letoma 2002 in 2004. Predsednik se je odzval s hudo kritiko vladne politike, ki da zlorablja svojo moč za osebno maščevanje, in označil premiera kot »vodjo negativcev«. Po letih špekulacij o njegovem zdravju in namerah je Drnovšek februarja 2007 razkril, da ne bo vnovič kandidiral za predsednika.

## Kandidati

### Pogoji kandidature
Po slovenski volilni zakonodaji lahko kandidata za predsednika predlaga:
- 10 poslancev,
- ena ali več političnih strank ter trije poslanci ali 3.000 volivcev
- ali 5.000 volivcev.

Vsaka politična stranka lahko podpre le enega kandidata. Predsednik je izvoljen na neposrednih volitvah z večino glasov. Če nobeden izmed kandidatov v prvem krogu ne dobi več kot polovice glasov, se kandidata z največ glasovi pomerita v drugem krogu volitev.

### Glavni kandidati
Prvo uradno kandidaturo je napovedal Lojze Peterle, član konservativcev v evropskem parlamentu in prvi demokratično izvoljeni premier Slovenije (1990–1992), ki je svojo kandidaturo napovedal novembra 2006. Podprle so ga tri desnosredinske vladne stranke, Nova Slovenija (NSi), Slovenska demokratska stranka (SDS) in Slovenska ljudska stranka (SLS).
Drnovškova napoved, da ne bo kandidiral za vnovično izvolitev, je vzbudila pričakovanja, da bodo Socialni demokrati (SD) za predsednika predlagali svojega voditelja Boruta Pahorja, ki je potrdil svojo pripravljenost za kandidaturo. Socialni demokrati so postali najbolj priljubljena stranka v javnomnenjskih anketah in so veljali za verjetne zmagovalce državnozborskih volitev leta 2008, prav tako so javnomnenjske ankete napovedovale prepričljivo zmago Pahorja na predsedniških volitvah. Toda po mesecih različnih signalov je Pahor napovedal osredotočenje na državnozborske volitve in izjavil, da ne bo kandidiral za predvsem častni položaj predsednika.
Socialni demokrati so nato podprli kandidaturo Danila Türka, nekdanjega slovenskega veleposlanika in visokega uradnika v Organizaciji združenih narodov, ki je bil v tistem času zaposlen kot profesor na Pravni fakulteti Univerze v Ljubljani. Türkovo kandidaturo so podprli tudi v stranki Zares in Demokratični stranki upokojencev Slovenije (DeSUS). Ob tem sta ga podprli tudi zunajparlamentarni stranki Aktivna Slovenija (AS) in Stranka ekoloških gibanj (SEG).
Liberalna demokracija Slovenije (LDS), ki je razpravljala o podpori kandidaturi Danila Türka, je na koncu podprla kandidaturo Mitje Gasparija, nekdanjega guvernerja Banke Slovenije. Gaspari se je že pred tem za podporo kandidature pogovarjal s Socialnimi demokrati.
Slovenska nacionalna stranka (SNS) je predlagala svojega predsednika, Zmaga Jelinčiča, ki je bil kandidiral že na volitvah leta 2002, ko je bil zasedel tretje mesto z 8,51 % glasov.
Peterle, Türk in Gaspari so se odločili v volilno tekmo vstopiti kot nestrankarski kandidati s podporo volivcev, Peterle je potrebno število glasov zbral v štirih urah. Jelinčičevo kandidaturo so podprli strankarski kolegi. Zgodnje javnomnenjske ankete so napovedovale zmago Peterletu, ki je bil že več mesecev vodil volilno kampanjo in si je gradil podobo »ljudskega človeka«, zmagal pa naj bi v drugem krogu proti Türku ali Gaspariju.
- Lojze Peterle, neodvisni kandidat s podporo NSi, SDS in SLS
- Danilo Türk, neodvisni kandidat s podporo SD, DeSUS, Zares, AS in SEG
- Mitja Gaspari, neodvisni kandidat s podporo LDS
- Zmago Jelinčič, kandidat SNS

### Ostali kandidati
Ostali kandidati, ki jim komentatorji niso napovedovali vidnejšega deleža glasov, so bili Darko Krajnc, nekdanji poslanec Stranke mladih Slovenije, aktivistka za pravice invalidov Elena Pečarič in s podporo Glasu žensk Slovenije Monika Piberl. Eleno Pečarič so podprli Majda Širca, Slavko Gaber in Roberto Battelli, predstavnik italijanske manjšine v Sloveniji. Krajnc in Piberl sta kandidirala s podporo zunajparlamentarnih strank, zato sta potrebovala še 3.000 glasov volivcev.
Še več kandidatov je javno napovedalo svojo kandidaturo. Jože Andrejaš, Jožef Horvat, Matej Sedmak, Marjan Beranič, Marko Kožar in Pavel Premrl niso uspeli zbrati dovolj glasov za kandidaturo ali pa so od nje odstopili. Artur Štern je po neobičajni volilni kampanji razkril, da je v resnici izvajal poskus s skrito kamero. Posnetke sta uporabila Franci Kek in Vojko Anzeljc za film Gola resnica, ki je bil javno predstavljen leta 2009 in obravnava objektivnost medijev, težave z volilno zakonodajo in odzive Slovencev.

## Volilna kampanja prvega kroga
Uradna volilna kampanja se je pričela ob koncu septembra 2007. Kampanje treh favoritov za zmago so večinoma temeljile na osebnih nastopih kandidatov, z malo konkretnimi odgovori na politične teme. Zmago Jelinčič je vodil agresivno kampanjo, osredotočeno na obtoževanje in nasprotovanje trem glavnih kandidatom, vladi, etničnim in verskim manjšinam, rimskokatoliški Cerkvi ter zahtevo po agresivnejši politiki proti Hrvaški.
Kandidati so se pomerili na televizijskih soočenjih, na katerih so debatirali o različnih temah. Ena izmed njih so bila pravila o glasovanju državljanov stanujočih izven Slovenije, ki jih je Državna volilna komisija spremenila tekom kampanje. Pred začetkom kampanje je veljalo, da morajo državljani stanujoči izven Slovenije, ki bi želeli glasovati v tujini, sami zahtevati glasovnice, po spremembi pa so bile le-te poslani vsem v volilnem imeniku. Strankam opozicije, ki so predstavljale levosredinsko opcijo slovenske politike, ta sprememba ni bila sprejemljiva zaradi nezanesljivosti volilnih imenikov in spremembe volilnih pravil po začetku kampanje. Spremembi so nasprotovali tudi zato, ker so volivci iz tujine bolj naklonjeni desnosredinskim strankam, in bi lahko morda v primeru velike izenačenosti tehtnico nagnili na stran Peterleta.
Kampanjo so zasenčili nekateri odmevni politični dogodki v tem obdobju. Poleti sta novinarja Matej Šurc in Blaž Zgaga začela s Peticijo zoper cenzuro in politične pritiske na novinarje v Sloveniji, ki je vladi očitala vpliv na novinarstvo. Podpisalo jo je 571 slovenskih novinarjev iz tradicionalnih medijev. Poslana je bila predsednikom, premierom in predsednikom parlamentov vseh članic Evropske Unije. Mednarodni inštitut za tisk (IPI) je novembra v Ljubljano poslal delegacijo, da bi preverila obtožbe v peticiji. Poročilo delegacije ostaja zaupno, toda IPI je pozval k ustanovitvi neodvisne komisije za nadaljnje preiskave očitkov.
Drug dogodek, ki je pritegnil veliko pozornosti, je bila odločitev vrhovnega sodišča o razveljavitvi obsodbe Gregorija Rožmana za vojne zločine. Rožman je bil katoliški škof, ki je bil spoznan za krivega vojnih zločinov in izdaje med drugo svetovno vojno zaradi kolaboracije z italijanskimi in nemškimi okupacijskimi silami. Več poskusov o ponovnem pregledu Rožmanove obsodbe v devetdesetih letih je bilo neuspešnih. To je Janševo vlado vodilo v spremembo zakonodaje, ki je verskim skupnostim dovolila vložitev zahtevka za revizijo procesov proti njihovim preminulim članom, kar je bilo pred tem dovoljeno le bližnjim sorodnikom. Po spremembi zakona je Nadškofija Ljubljana zahtevala ponoven pregled, ki se je končal z razveljavitvijo obsodbe zaradi proceduralnih razlogov, kar je pomenilo rehabilitacijo Rožmana, odločitev, ki je v javnosti sprožila veliko polemik. Ta dogodek se je izkazal kot škodljiv za Peterletovo kampanjo, zaradi njegove povezanosti s katoliško cerkvijo. Ob vprašanju o Rožmanem procesu v televizijski debati je Peterle odgovoril, da je podpornik vladavine prava, da je vojna razdelila narod in da je vlogo pri tem imel tudi Rožman.
Zadnje javnomnenjske ankete pred prvim krogov volitev so napovedovale drugi krog med Peterletom, ki naj bi prejel 40 % glasov, ter Türkom ali Gasparijem. Slednjima so napovedovali med 20 in 30 % glasov, večina javnomnenjskih anket pa je rahlo prednost beležila Türku.

## Rezultati prvega kroga in odzivi
Prvi krog volitev, ki je potekal 21. oktobra, je prinesel nepričakovane rezultate. V nasprotju s predvidevanji je Peterle dobil manj kot 29 % glasov, Türk in Gaspari pa sta osvojila drugo oziroma tretje mesto z manjšim zaostankom. Jelinčič, ki so mu javnomnenjske ankete napovedovale okoli 12 % glasov, jih je prejel skoraj 20 %, v dveh od osmih volilnih enot pa je celo zmagal. V prvem krogu je glasovalo 57,67% volilnih upravičencev oziroma 992.245 volivcev. Premier Janša je za Peterletov slab odziv na nekatere teme v kampanji okrivil »skrite centre moči«. To se je nanašalo na novinarsko peticijo, odločitev vrhovnega sodišča o Rožmanem primeru ter napačne interpretacije Janševih in Vizjakovih (gospodarski minister) pojasnil o visoki inflaciji v Sloveniji leta 2007.

## Volilna kampanja drugega kroga
Po nepričakovanih rezultatih prvega kroga volitev, so nove javnomnenjske ankete zaznale večjo spremembo, po kateri je bil Türk v veliki prednosti pred Peterletom. Liberalna demokracija Slovenije, ki je v prvem krogu podpirala Gasparija, je za drugi krog napovedala podporo Türku.
Po nepričakovano visokem deležu glasov Jelinčiča v prvem krogu, je minila kampanja za drugi krog s strani obeh kandidatov v znamenju konkretnih političnih izjav ob govorih in na soočenjih. Peterle je zamenjal vodjo svoje kampanje in se osredotočil na Türkovo vlogo leta 1991 ob razpadu Jugoslavije. Peterle je trdil, da je v času, ko se je sam kot premier boril za slovensko samostojnost, Türk zastopal uradna stališča Jugoslavije v mednarodnih ustanovah. Kampanjo sta podprla tudi premier Janša in zunanji minister Dimitrij Rupel, ki je šel tako daleč, da je Peterletove trditve dal objaviti na uradni strani Ministrstva za zunanje zadeve. Türk je zavrnil obtožbe in opozoril na svoj članek v mednarodnem časniku International Herald Tribune o razlogih za mednarodno priznanje Slovenije in dejstva, da ga je leta 1992 prav Rupel imenoval za veleposlanika v Organizaciji združenih narodov in pri tem hvalil njegove zasluge za Slovenijo. Peterletu je nova strategija volilne kampanje prinesla še manjšo naklonjenost volivcev, saj so ankete pred drugim krogom napovedovale zmago Türka s 63 do 70 % glasov.

## Končni rezultati in odzivi
Drugi krog volitev je potekal 11. novembra 2007. Rezultati vzporednih volitev, objavljeni ob zaprtju volišč, so napovedovali zmago Türka z 69 % glasov. »Zelo sem zadovoljen z rezultati kot se trenutno kažejo. Želim biti povezovalni predsednik. Mislim, da so trenutne razmere v državi take, da imajo ljudje močno željo po nečem novem.«, je Türk povedal za medije po prvih rezultatih.
Peterle je priznal svoj poraz. V prvih izjavah ga je pripisal dejstvu, da so bile to volitve proti Janševi vladi, in da je sam pričakoval boljši rezultat. Dodal je še, da bi obžaloval, če se ne bi bil odločil za kandidaturo. Ob polnoči so neuradni rezultati Državne volilne komisije Türku dajale prednost 68 proti 32 % Peterleta. Türk je zmagal v vseh osmih volilnih enotah, Peterle je zmagal le v štirih od 88 volilnih okrajev. Skupaj z drugim krogom volitev je potekal tudi referendum o lastninskem preoblikovanju zavarovalnic, ki ga je zavrnilo skoraj tri četrtine volivcev.
Glasovi iz tuje, ki so veljali za potencialno odločilne, so imeli zelo majhen vpliv na rezultat. Čeprav je Peterle prejel več glasov iz tujine kot Türk, pa je bila razlika manjša od napovedi (3.693 za Peterleta in 3.040 za Türka). V drugem krogu je glasovalo 58,46% volilnih upravičencev oziroma 1.005.595 volivcev.
Dva dneva po volitvah je premier Janša javno napovedal, da utegne odstopiti, ker je rezultat volitev in referenduma videl kot velik vladni poraz: »Položaj bomo še natančno analizirali, toda vse možnosti so odprte, tudi odstop vlade.« Dodal je še, da je »še posebej zaskrbljujoče, da je bilo vložene veliko energije za očrnitev vlade v tujini«, po njegovih besedah so njegovi nasprotniki Slovenijo prikazovali »kot Belorusijo« ali katero drugo avtoritarno državo. Opozicijske stranke so trdile, da je govorjenje o odstopu vlade nekaj tednov pred predsedovanjem Evropski Uniji neodgovorno in nespametno, toda premier je 19. novembra zahteval glasovanje parlamenta o zaupnici vladi. Vlada je glasovanje prestala, toda podpora vladni stranki SDS je posledično dosegla najnižjo točko, saj jo je v javnomnenjski anketi za volitve na državnozborskih volitvah leta 2008 podprlo le 18 % volivcev.
Odzivi na Türkovo izvolitev so bili v mednarodnih medijih pozitivni. Švicarski časnik Neue Zürcher Zeitung ga je opisal kot »bolj ali manj idealnega človeka za ta položaj«. Mediji so se osredotočili tudi na odločno zmago, ki so jo videli kot velik poraz Janševe desnosredinske koalicije. Ker se je predsedovanje Evropski Uniji bližalo, se je izpostavljalo tudi Türkove diplomatske izkušnje. »Slovenija je vaš trden, zvest in kredibilen partner. Zanesite se na nas, da bomo dobro vodili predsedovanje Evropski Uniji prihodnje leto.«, je dejal Türk. Od Türka se je tudi pričakovalo, da bo ohranil zavezništvo Slovenije z ZDA, čeprav je bil zelo kritičen do iraške vojne, kot je poročala Al Jazeera.
22. decembra je Türk prisegel kot tretji predsednik Republike Slovenije. V svojem umestitvenem govoru se je zahvalil predhodniku Janezu Drnovšku za njegov prispevek k uspehu in spoštovanosti Slovenije. Kasneje je še dodal, da bo delal skupaj z Janševo vlado med šestmesečnim predsedovanjem Evropski Uniji.

## Podrobni rezultati volitev
| Kandidat                                                | 1. krog | 1. krog | 2. krog   | 2. krog |
| Kandidat                                                | Glasov  | %       | Glasov    | %       |
| ------------------------------------------------------- | ------- | ------- | --------- | ------- |
| Danilo Türk (neodvisen, podpora SD, DeSUS, Zares in AS) | 241.349 | 24,47   | 677.333   | 68,03   |
| Lojze Peterle (neodvisen, podpora NSi, SDS in SLS)      | 283.412 | 28,73   | 318.288   | 31,97   |
| Mitja Gaspari (neodvisen, podpora LDS)                  | 237.632 | 24,09   |           |         |
| Zmago Jelinčič Plemeniti (SNS)                          | 188.951 | 19,16   |           |         |
| Darko Krajnc (Stranka mladih Slovenije)                 | 21.526  | 2,18    |           |         |
| Elena Pečarič (neodvisna, podpora stranke Akacije)      | 8.830   | 0,89    |           |         |
| Monika Piberl (Glas žensk)                              | 4.729   | 0,48    |           |         |
| Veljavnih                                               | 986.429 | 100,0   | 995.621   | 100,0   |
| Neveljavnih                                             | 5.279   | 0,53%   | 9.738     |         |
| Skupaj                                                  | 991.708 |         | 1.005.359 |         |
| Vir: Center Vlade za informatiko                        |         |         |           |         |